# Los Angeles Film Critics Association Awards 2018
44. ročník předávání cen asociace Los Angeles Film Critics Association se konal dne 9. prosince 2018.

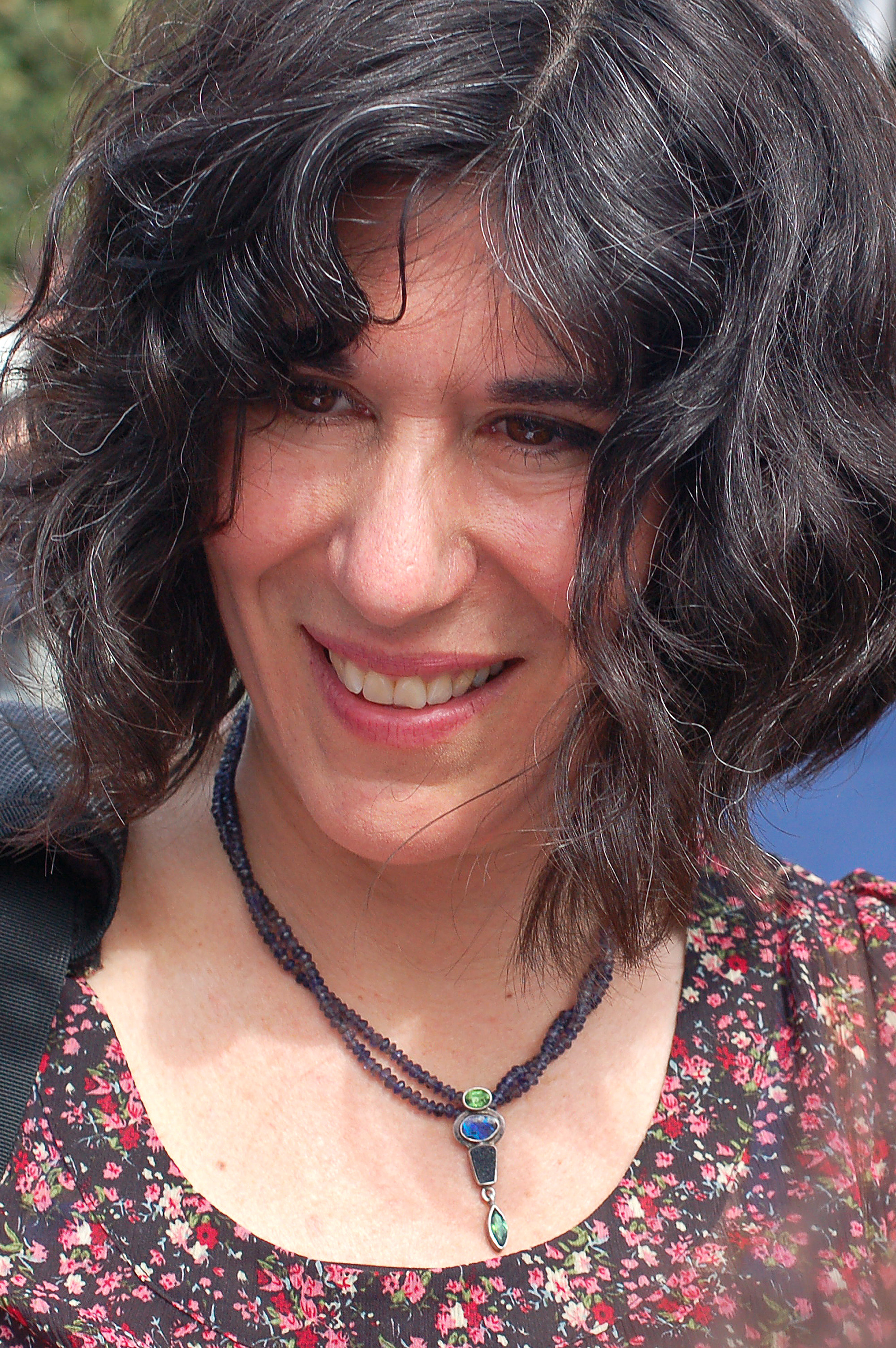
Debra Granik, vítězka v kategorii nejlepší režie

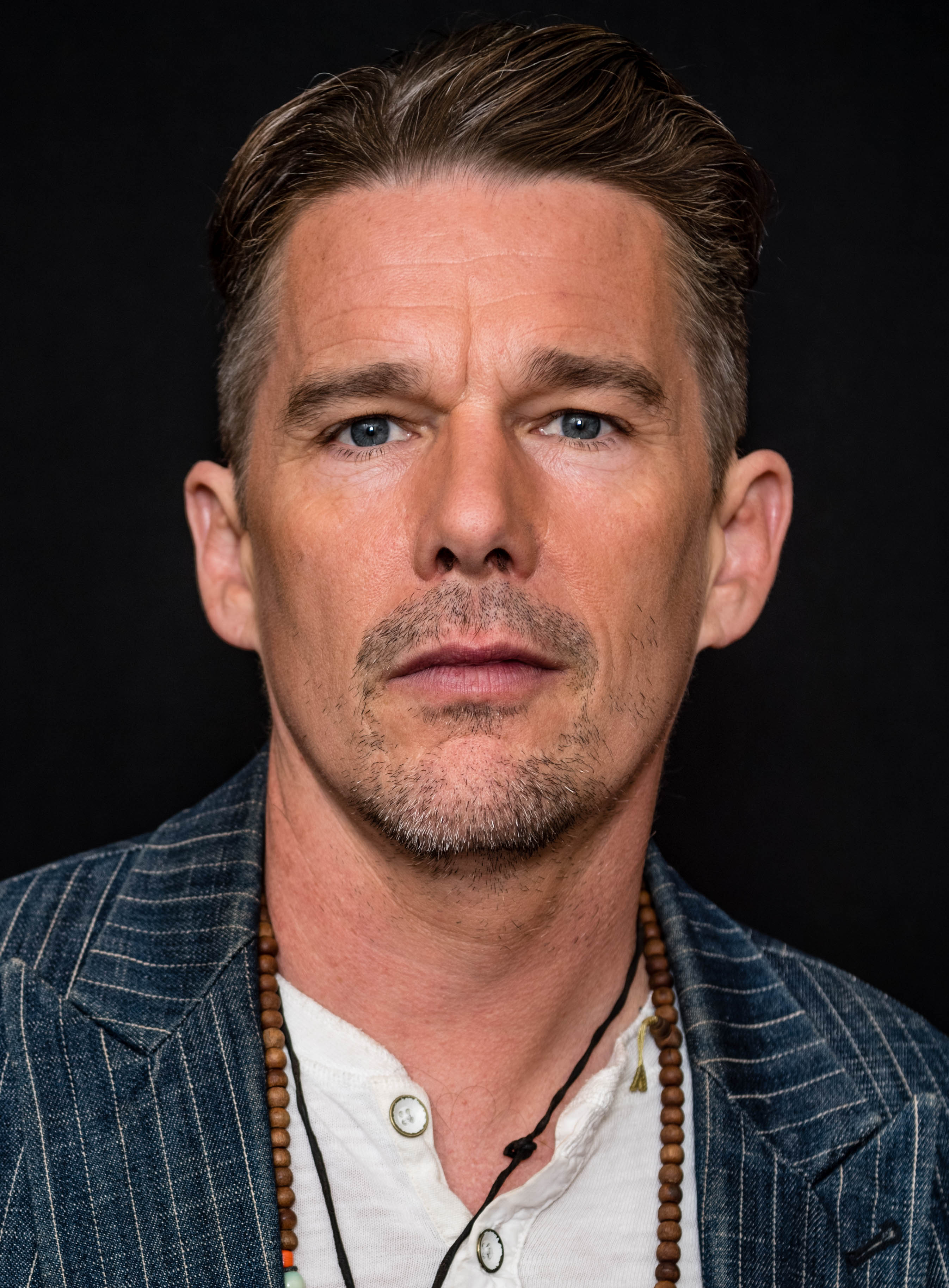
Ethan Hawke, vítěz v kategorii nejlepší herec v hlavní roli

## Vítězové

### Nejlepší film
1. Roma
2. Vzplanutí

### Nejlepší režisér
1. Debra Granik – Beze stop
2. Alfonso Cuarón – Roma

### Nejlepší scénář
1. Nicole Holofcener a Jeff Whitty – Can You Ever Forgive Me?
2. Deborah Davis a Tony McNamara – Favoritka

### Nejlepší herec v hlavní roli
1. Ethan Hawke – Zoufalství a naděje
2. Ben Foster – Beze stop

### Nejlepší herečka v hlavní roli
1. Olivia Colmanová – Favoritka
2. Toni Collette – Děsivé dědictví

### Nejlepší herec ve vedlejší roli
1. Steven Yeun – Vzplanutí
2. Hugh Grant – Paddington 2

### Nejlepší herečka ve vedlejší roli
1. Regina Kingová – If Beale Street Could Talk
2. Elizabeth Debicki – Vdovy

### Nejlepší dokument
1. Shikers
2. Minding the Gap

### Nejlepší cizojazyčný film
1. Vzplanutí a Zloději (remíza)

### Nejlepší animovaný film
1. Spider-Man: Paralelní světy
2. Úžasňákovi 2

### Nejlepší kamera
1. Alfonso Cuarón – Roma
2. James Laxton – If Beale Street Could Talk

### Nejlepší střih
1. Joshua Altman a Bing Liu – Minding the Gap
2. Alfonso Cuarón a Adam Gough – Roma

### Nejlepší výprava
1. Hannah Beachler – Black Panther
2. Fiona Crombie – Favoritka

### Nejlepší skladatel
1. Nicholas Britell – If Beale Street Could Talk
2. Justin Hurwitz – První člověk

### Ocenění pro novou generaci
- Chloé Zhaová

### Kariérní ocenění
- Hajao Mijazaki

### Ocenění Douglase Edwardse
- Evan Johnson, Galen Johnson a Guy Maddin – The Green Frog

### Speciální citace
- The Other Side of the Wind